# Canton de Cuq-Toulza
Le canton de Cuq-Toulza est un ancien canton français situé dans le département du Tarn et la région Midi-Pyrénées.

## Géographie
Ce canton était organisé autour de Cuq-Toulza dans l'arrondissement de Castres. Son altitude variait de 166 m (Maurens-Scopont) à 332 m (Montgey) pour une altitude moyenne de 256 m.

## Histoire
- De 1833 à 1848, les cantons de Cuq-Toulza et de Puylaurens avaient le même conseiller général. Le nombre de conseillers généraux était limité à 30 par département[1].

## Représentation

### Conseillers généraux de 1833 à 2015
| Période   | Période                   | Identité                                   | Étiquette                       | Qualité |
| --------- | ------------------------- | ------------------------------------------ | ------------------------------- | --- |
| 1833      | 1839                      | Jean Pauthe                                |                                 | Notaire à Puylaurens |
| 1839      | 1848                      | Claude Vergues                             |                                 | Médecin à Puylaurens, maire de Saint-Sernin                                                                                             |
| août 1848 | octobre 1848 (annulation) | Adolphe Salinier                           | Républicain                     | Propriétaire, conseiller municipal de Cuq-Toulza                                                                                        |
| 1848      | 1861                      | Casimir Vidal de Lauzun                    |                                 | Substitut du Procureur du Roi Propriétaire, maire de Cuq-Toulza                                                                         |
| 1861      | 1870                      | Joseph Vidal de Lauzun (fils du précédent) |                                 | Propriétaire, ancien capitaine de cuirassiers                                                                                           |
| 1870      | 1871                      | Jules Prat                                 |                                 | Propriétaire |
| 1871      | 1892                      | Alphonse de Saint-Simon                    | Droite Royaliste                | Propriétaire à Montauquier Maire de Cuq-Toulza (1882-1892)                                                                              |
| 1892      | 1904                      | Joseph Salinier                            | Rad.                            | Docteur-médecin au château, maire de Cuq-Toulza                                                                                         |
| 1904      | 1910                      | Joseph de Belcastel                        | Républicain                     | Maire de Belcastel (1896-1937) (1896-1937) Député (1904-1910, 1919-1924)                                                                |
| 1910      | 1940                      | Jean Salinier (fils de Joseph Salinier)    | Rad.                            | Médecin - Maire de Cuq-Toulza Nommé membre de la Commission administrative départementale en 1941 Nommé conseillr départemental en 1942 |
|           |                           |                                            |                                 | |
| 1945      | 1961                      | Marcel Lafon                               | SFIO                            | Propriétaire-exploitant Maire de Cuq-Toulza                                                                                             |
| 1961      | 1998                      | Louis Brives                               | Rad. puis MRG puis DVG puis DVD | Propriétaire exploitant Sénateur (1968-1995) Maire de Cuq-Toulza (1965-1998) Président du Conseil Général (1976-1982)                   |
| 1998      | 2015                      | Bernard Viala                              | UDF puis DVD                    | Agriculteur - Maire de Magrin |

### Élections 2011
- Inscrits  1920
- Votants  1260 (65.62%)
- Blancs et nuls  32 (1.67%)
- Exprimés  1228 (63.96%)
- Abstentions  660 (34.38%)

Candidats:
Bernard VIALA Divers droite  620 voix                  50,5 % (élu)
Michel COSTADAU Front de Gauche 240 voix               19,5 % 
Stéphane DELEFORGE Europe Écologie Les Verts 232 voix  18,9 %
André SCHMITT Front national 136 voix                  11,1 %

### Conseillers d'arrondissement (de 1833 à 1940)
Le canton de Cuq-Toulza avait deux conseillers d'arrondissement.
Il appartenait à l'Arrondissement de Lavaur jusqu'à sa disparition en 1926.
| Période                                  | Période      | Identité                 | Étiquette | Qualité |
| ---------------------------------------- | ------------ | ------------------------ | --------- | --- |
| 1833                                     |              | M. Vidal de Lauzun       |           | Propriétaire à Cuq-Toulza                                                                                   |
|                                          |              |                          |           | |
| 1848                                     |              | Prosper Durand           |           | Propriétaire                                                                                                |
|                                          |              |                          |           | |
| 1886                                     | 1888 (décès) | Jean Théodore Cramaussel | Droite    | Propriétaire à Lacroisille                                                                                  |
| 1886                                     | 1898         | M. Boissel               |           | |
| 1889                                     |              | M. Salinier              |           | Propriétaire à Aguts                                                                                        |
|                                          |              |                          |           | |
| 26 mars 1927                             | 1940         | Raoul Duzac (1895-1972)  | Radical   | Notaire à Lavaur, propriétaire à Cambon-lès-Lavaur                                                          |
| 1940                                     |              |                          |           | Les conseils d'arrondissement ont été suspendus par la loi du 12 octobre 1940 et n'ont jamais été réactivés |
| Les données manquantes sont à compléter. |              |                          |           | |

## Composition
Le canton de Cuq-Toulza regroupait 11 communes et comptait 2 148 habitants (recensement de 1999 sans doubles comptes).
| Communes          | Population (2012) | Code postal | Code Insee |
| ----------------- | ----------------- | ----------- | ---------- |
| Aguts             | 187               | 81470       | 81001      |
| Algans            | 200               | 81470       | 81006      |
| Cambon-lès-Lavaur | 212               | 81470       | 81050      |
| Cuq-Toulza        | 519               | 81470       | 81076      |
| Lacroisille       | 130               | 81470       | 81127      |
| Maurens-Scopont   | 158               | 81470       | 81162      |
| Montgey           | 228               | 81470       | 81179      |
| Mouzens           | 96                | 81470       | 81189      |
| Péchaudier        | 185               | 81470       | 81205      |
| Puéchoursi        | 104               | 81470       | 81214      |
| Roquevidal        | 129               | 81470       | 81229      |

## Démographie
| 1962  | 1968  | 1975  | 1982  | 1990  | 1999  | 2010  |
| ----- | ----- | ----- | ----- | ----- | ----- | ----- |
| 1 836 | 2 215 | 1 919 | 1 931 | 2 007 | 2 148 | 2 493 |